# 고성군 (강원특별자치도)
고성군(高城郡)은 대한민국 강원특별자치도 동해안 최북단에 있는 군이다. 군청 소재지는 간성읍이다. 38도선 이북 지역으로, 한국전쟁 때 대한민국이 옛 간성군(杆城郡)에 해당하는 고성군의 남부 지역과 수동면 및 고성읍의 남부를 수복하여 조선민주주의인민공화국 고성군과 남북으로 분단되어 있다.
고성군 중 현내면 전지역과 수동면 북부는 군사분계선에서 독보적으로 북쪽으로 돌출되어 있다. 이 지역은 조선민주주의인민공화국의 사리원시와 위도가 거의 비슷하다.

## 역사
- 1895년 : 23부제 실시로 강릉부에 소속
- 1896년 : 13도제 실시로 강원도 간성군, 고성군 환원
- 1914년 4월 1일 : 간성군과 고성군을 간성군으로 통합하고, 군청을 군내면에 두었다.

9면 - 군내면(현 간성읍), 고성면, 오대면(현 거진읍), 죽왕면, 토성면, 현내면, 수동면, 신북면, 서면
- 1917년 10월 1일: 군내면을 간성면으로 개칭하였다.
- 1919년 5월 15일 : 간성군을 고성군으로 개칭하고, 군청을 고성면으로 이전하였다. 죽왕면, 토성면이 양양군에 이관되었다. (7면)
- 1937년 : 신북면 장전리, 성북리, 사호리, 주험리를 분리해 장전읍을 설치하였다. (1읍 7면)
- 1939년 : 신북면을 외금강면으로 개칭하였다.
- 1945년 9월 2일 : 미국과 소련이 38선을 경계로 한반도를 분할 점령함으로써 고성군 전 지역이 소련군정 관할 아래 들아갔다.
- 1953년 7월 27일 : 한국 전쟁의 결과, 대한민국이 간성면·거진면·현내면 전부와 수동면·고성읍의 남부를 수복하였다.
- 1954년 11월 17일 : 강원도의 행정권이 회복되고, 현내면에 고성읍의 수복지구(송현·명호·송도진·대강리)가 편입되었다.[2] (4면)
- 1963년 1월 1일 : 양양군에서 죽왕면과 토성면이 환원되었다.[3] (6면)
- 1973년 7월 1일 : 토성면 사진리, 장천리가 속초시로 이관되고, 거진면이 거진읍으로 승격하였다.[4] (1읍 5면)
- 1979년 5월 1일 : 간성면이 간성읍으로 승격하였다.[5] (2읍 4면)

## 지리
강원특별자치도의 동북부에 위치해 있으며 동쪽은 동해에 접해 있다. 북쪽에는 휴전선이 위치해 있어서 현재 고성군은 남/북으로 나뉘어 있으며, 서쪽은 인제군, 남쪽은 속초시에 접해 있다. 고성군의 북서부는 금강산과의 준봉 오봉산(1,264ｍ)·비로봉(1,638ｍ), 무산(1,320ｍ) 등이 솟아 있고 남동부로 향하여 차차 완경사하고 있다. 하천은 남강·적벽강 등이 금강산과의 여러 물줄기를 모아 동류하며 유역에는 비교적 넓고 비옥한 평야가 있어 도내 주요 산미지대를 이룬다. 지질은 주로 화강편마암계와 화강암으로 되어 있다.

### 기후
고성 지방의 기후는 태백산맥과 동해안 바다의 영향을 많이 받는다. 우리 나라의 날씨는 겨울철에는 차고 건조한 북서 계절풍의 영향을 받아 추위가 계속되며, 여름철에는 고온다습한 북태평양 고기압의 영향을 주로 받아 무더운 날씨가 계속된다. 또 7월에는 일반적으로 장마가 있고, 6·7·8·9월에는 태풍도 한 두 차례씩 불어와 많은 인명과 재산피해가 발생할 때도 있다. 고성지방은 태백산맥과 동해 바다의 영향으로 영서 지방과는 서로 다른 기후를 보인다. 겨울철이면 연일 혹한이 계속되는 영서지방과는 달리 영동 지방에 속하여 있는 고성지방은 겨울철에도 영서 지방보다는 비교적 따뜻한 편이다. 여름철에도 영서지방에서는 폭염이 계속되지만 고성지방은 해양성 기후의 영향을 받아 영서지방 보다는 서늘한 편으로 피서객이 계속 늘어나고 있는 추세이다.
서쪽은 태백산맥에 가리어 북서계절풍의 풍하(風下：leeward)에 있으므로 푄 현상으로 같은 위도의 영서 지방보다는 현저하게 온난하며 가을에 비교적 비가 많은 것이 특징이다. 연평균 기온 11.3 , 1월 평균 －1.6 , 8월 평균 기온 24.2이며, 연 최고 기온 36.5 (1942. 6. 1) 최저 기온 －21.5 , 연평균 강수량은 1,100mm이다.

## 행정 구역
고성군의 행정 구역은 127 행정리, 88개 법정리, 144개 자연부락, 561개 반으로 이루어져 있다. 군의 총 면적은 664.34 km2이며, 이 가운데 경지는 57.1(밭 17.6, 논 39.5) km2, 임야 477.9 km2, 기타 129.3 km2이다. 고성군의 인구는 2018년 2월 말 주민등록 기준으로 28,144 명, 14,763 가구다. 인구 최고치는 63,808 명이었다.
군 전체 인구의 26%가 간성읍에, 24%가 거진읍에, 27%가 속초시와 가까운 토성면에 거주하고 있다. 한편 수동면은 면 전체가 민통선 안에 있기 때문에 상주하는 주민이 없고, 간성읍에서 행정업무를 대행·관할하고 있다.
| 읍·면  | 한자   | 면적   | 인구   | 세대   | 행정 지도 |
| ------ | ------ | ------ | ------ | ------ | --------- |
| 간성읍 | 杆城邑 | 180    | 7,375  | 3,446  |           |
| 거진읍 | 巨津邑 | 76.75  | 6,716  | 3,681  |           |
| 현내면 | 縣內面 | 92.72  | 2,475  | 1,343  |           |
| 죽왕면 | 竹旺面 | 50.11  | 3,936  | 2,063  |           |
| 토성면 | 土城面 | 120.46 | 7,642  | 4,230  |           |
| 수동면 | 水洞面 | 144.09 | 0      | 0      |           |
| 고성군 | 高城郡 | 664.34 | 28,144 | 14,763 |           |

### 미수복지구
미수복지구를 포함한 강원특별자치도 고성군은 4개 읍, 6개 면 130개 리로 편제되어 있으며, 1945년 8월 15일 당시의 군청소재지는 고성읍 동리였다. 현재 강원특별자치도 고성군의 군청소재지는 간성읍 하리이다. 이북5도위원회에서는 완전히 수복된 간성읍, 거진읍, 토성면, 죽왕면, 현내면을 뺀 2개 읍, 3개 면(고성읍·장전읍·외금강면·서면·수동면)에 대하여 명예읍면장을 임명하고 있다. 조선민주주의인민공화국 고성군의 '고성읍' 은 구 장전읍 지역이다.
| 면                 | 면적(km2) | 리 숫자 | 리(里) | 비고                                                                                           |
| ------------------ | --------- | ------- | --- | ---------------------------------------------------------------------------------------------- |
| 고성읍(高城邑)     | 55.84     | 13      | 동(東) 송현(松峴) 명호(明湖) 송도진(松島津) 대강(大康) 서(西) 말무(末茂) 입석(立石) 봉수(烽燧) 포외진(浦外津) 보호(寶湖) 고봉(高峰) 감월(鑑月)                       | 송현·명호·송도진·대강리 수복 현내면에 편입                                                     |
| 장전읍(長箭邑)     | 31.52     | 4       | 장전(長箭) 성북(城北) 주험(注驗) 사호(沙湖) | 전 지역 미수복                                                                                 |
| 수동면(水洞面)     | 222.9     | 13      | 신대(新垈) 덕산(德山) 외면(外沔) 사비(沙飛) 고미성(姑味城) 사천(沙泉) 신탄(新炭) 상원(上院) 초현(草峴) 정월(汀月) 태봉(台峰) 내면(內沔) 흑연(黑淵)                   | 신대·덕산·외면·사비·고미성·사천·신탄·상원리 수복 및 수동면 설치, 간성읍에서 행정사무 대행·관할 |
| 서면(西面)         | 194.32    | 9       | 송탄(松灘) 양송(兩松) 장정(長亭) 내침(內砧) 화우(花雨) 유성(柳城) 시랑(侍郞) 보현(普玄) 백천교(百川橋)                                                               | 전 지역 미수복                                                                                 |
| 외금강면(外金剛面) | 147.37    | 15      | 온정(溫井) 양진(養珍) 신흥(新興) 운곡(雲谷) 용계(龍溪) 계월(桂月) 창대(倉垈) 서아(西峨) 영진(靈津) 사평(沙坪) 추동(楸洞) 장도(長島) 포항(浦項) 낭정(浪汀) 남애(南涯) | 전 지역 미수복                                                                                 |

고성읍의 수복지구(송현·명호·송도진·대강리)는 현내면에 편입되었고, 수동면의 수복지구 8개리(신대·덕산·외면·사비·고미성·사천·신탄·상원리)는 전체가 주민 미거주지역으로 간성읍에서 행정사무를 대행·관할한다.

## 군청
- 현재 고성군청은 강원특별자치도 고성군 간성읍에 위치하고 있다.

## 산업
동남부 남강 유역의 평야는 도내 유수한 산미지대이며, 감자 생산이 많고 기타 누에고치·꿀·소·약재 등을 산출한다. 주요 농산물은 쌀·감자·누에고치·꿀·소·약초 등이다.

### 수산업
고성군의 해안선 길이는 67.95km로 강원도의 21%에 해당한다. 어업인구는 1,062가구로 고성군 주민의 10.1%가 어업에 종사한다. 근해는 한류와 난류가 교류하므로 오징어·명태 등 많은 어족이 회유(回游)하여 좋은 어장을 이루고 있다. 연안에는 거진·대진·아야진, 기타 여러 어항이 발달하여 있으며, 주요 어획물은 오징어·명태·꽁치·미역 등이다.

### 특산물
가리비·국수류·김류·명태·오징어·젓갈류·진부령치커리·청결미·팽이버섯 등이 유명하다.

## 문화·관광

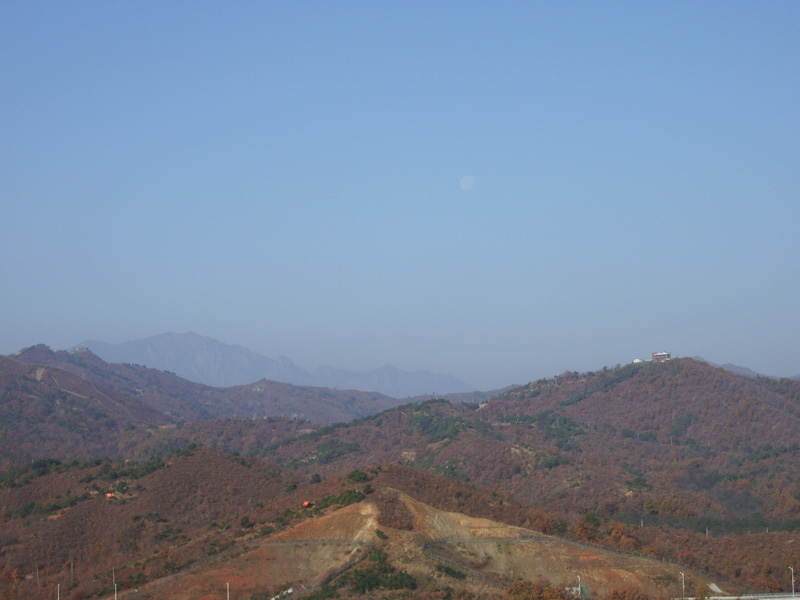
금강산

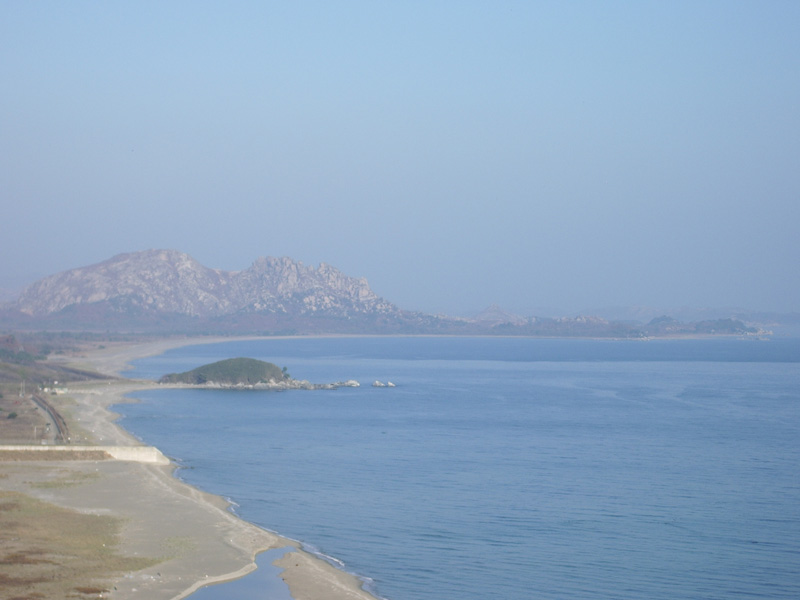
고성군 DMZ

금강산을 중심으로 한 산악미·계곡·비폭·삼림·사적 등이 조화된 세계적인 관광지이나 남북 분단으로 인해 많은 관광 명소들이 미개발 상태에 있다.
- 통일전망대
- 청간정

청간정은 관동팔경 중 수일경으로 손꼽히며, 강원특별자치도 유형문화재 제32호이며 고성군 토성면 청간리 81번지 소재하고 있다. 창건연대나 창건자는 미상이다. 산록에 위치하여 성악산 골짜기에서 흘러내리는 청간천과 만경청파가 넘실거리는 기암절벽 위에 팔각지붕의 중층누정으로 아담하게 세워져 있다.
- 송지호해수욕장
- 백도해수욕장
- 화진포해수욕장
- 화진포의 성(김일성 별장)
- 이승만 별장

## 교통
도로는 해안에 연하여 발달된 국도 제7호선이 있다. 부산에서 현내면까지 통하며 국도 제46호선이 인천에서 간성읍내까지 연결된다. 동해북부선이 해안을 따라 종관하였으며 현재 일부구간이 복원되어 제진역까지 철도가 놓여있다.

### 국도
| 국도   | 국도     | 국도 | 국도     | 국도 | 국도 | 국도 | 국도 | 국도 | 국도 |
| ------ | -------- | ---- | -------- | ---- | ---- | ---- | ---- | ---- | ---- |
| 7      | 동해대로 | 46   | 진부령로 |      |      |      |      |      |      |
| 지방도 |          |      |          |      |      |      |      |      |      |
| 56     | 미시령로 |      |          |      |      |      |      |      |      |

### 버스
| 간성시외버스터미널 | 시외 버스 운행 (간성읍 신안리) | 거진종합버스터미널 | 시외 버스 운행 (거진읍 거진리) |

### 항구
- 대진항
- 거진항
- 아야진항
- 공현진항

## 교육

### 고등학교
- 고성고등학교
- 동광농공고등학교
- 거진정보공업고등학교
- 대진고등학교

## 사건
- 2019년 강원도 산불

## 같이 보기
- 고성군 (북)
- 1996년 고성 산불

## 자매 도시
| 지역 & 국가 | 도시                              |
| ----------- | --------------------------------- |
| 대한민국    | 서울특별시 강북구                 |
| 중국        | 헤이룽장성 지시 시                |
| 러시아      | 프리모르스키 지방 레소자보츠크 군 |
| 캐나다      | 토론토                            |